# Omid Kordestani
Omid R. Kordestani (en persa: امید کردستانی‎, nacido en 1963) es un empresario estadounidense de origen iraní que fue Presidente Ejecutivo en Twitter desde octubre de 2015 hasta abril de 2022. También fue vicepresidente senior, director de negocios y un asesor especial del CEO y fundadores de Google durante julio de 2014 hasta octubre de 2015 y fue director no ejecutivo de Vodafone de marzo de 2013 a octubre de 2014. Kordestani también había estado en Google desde mayo de 1999 hasta abril de 2009, alcanzando el puesto de vicepresidente sénior de ventas mundiales y operaciones de campo.

## Primeros años
Omid Kordestani nació en Teherán, Irán y creció allí asistiendo a la Escuela Andisheh Don Bosco, una escuela católica italiana en Teherán que enfatizó la educación y las habilidades del lenguaje. Se trasladó a San José, California a la edad de 14 años después de la muerte de su padre.

## Educación
Se graduó con un grado de ingeniería eléctrica de la Universidad Estatal de San José y se fue a trabajar para Hewlett Packard como ingeniero. Varios años más tarde con el fin de obtener un título de negocios, entró en la Stanford Business School y obtuvo su MBA en 1991.

## Carrera
Kordestani cuenta con más de una docena de años de experiencia en tecnología y consumo de alta tecnología, incluyendo posiciones claves en el pionero de Internet Netscape Communications. También fue vicepresidente de Desarrollo de Negocios y Ventas y creció los ingresos del sitio web de Netscape de una tasa de ejecución anual de 88 millones de dólares a más de 200 millones de dólares en 18 meses. Comenzó su carrera en Netscape como director de Ventas de OEM, y durante su carrera de cuatro años en esa compañía fue responsable de establecer relaciones importantes con los clientes de Citibank, AOL, Amazon, Intuit, Travelocity, Intel, @Home, eBay y Excite. . Antes de Netscape, Kordestani ocupó cargos en marketing, administración de productos y desarrollo de negocios en The 3DO Company, Go Corporation y Hewlett-Packard. Se incorporó a Google en mayo de 1999, liderando el desarrollo y la implementación del modelo de negocio inicial de la compañía y fue vicepresidente sénior de ventas y operaciones de campo en todo el mundo hasta el 16 de abril de 2009. Kordestani desempeñó un papel en los esfuerzos mundiales de generación de ingresos de Google. Operaciones cotidianas de la organización de ventas de la empresa.
El 18 de julio de 2014, Kordestani volvió a Google para llenar la vacante del Jefe de Negocio Oficial en Google después de Nikesh Arora, que fue reclutado a Google por Kordestani sí mismo, a la izquierda para SoftBank. Inicialmente interino, su puesto se convirtió en permanente en octubre. [14]
El 14 de octubre de 2015, Kordestani dejó Google y fue nombrado presidente ejecutivo en Twitter.

## Filantropía
Kordestani es uno de los fundadores de PARSA Community Foundation, una herencia persa, el espíritu empresarial y la sociedad filantrópica.

## Vida personal
Kordestani es considerado uno de los residentes más ricos en el norte de California. La revista San José estima su patrimonio neto en 1.900 millones de dólares.

## Reconocimiento
En la edición del 8 de mayo de 2006 de la revista Time, Kordestani fue nombrada una de las "100 personas que conforman nuestro mundo". [16]
Kordestani fue seleccionado como Persona persa del año en 2007 por Persian Awards.
- Datos: Q3352033
- Multimedia: Omid Kordestani / Q3352033